# Park Slope

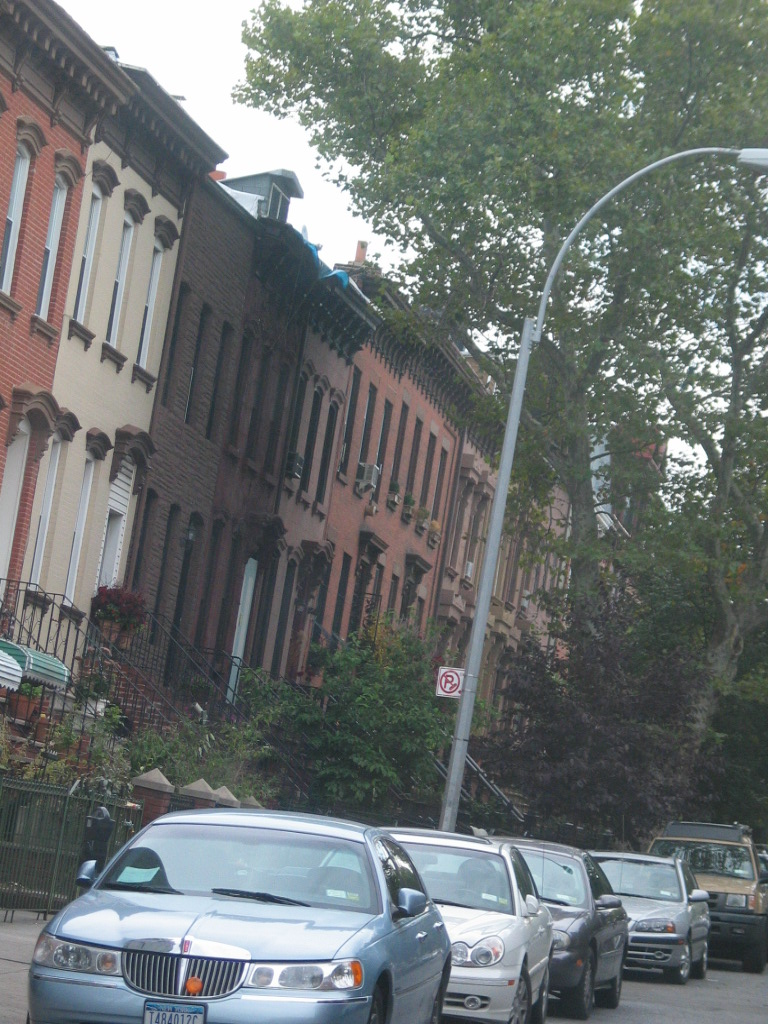
Typiska brownstonehus i Park Slope

Park Slope är ett område i den västra delen av Brooklyn, New Yorks mest folkrika borough. Park Slope avgränsas ungefär av Prospect Park West i öster, Fourth Avenue i väster, Flatbush Avenue i norr samt 25th Street i söder, men flera andra definitioner finns. Området har fått sitt namn av sitt läge på den västra sluttningen av det angränsande Prospect Park. Den mesta kommersen i Park Slope sker på Seventh Avenue och Fifth Avenue, medan gatorna som löper i öst-västlig riktning är kantade av träd med historiska brownstonehus som står tätt ihop.
Park Slope kännetecknas av sina gamla historiska byggnader, sina högklassiga restauranger, barer och butiker såväl som närheten till den stora, lummiga Prospect Park, konserthuset Brooklyn Academy of Music, Brooklyn Botanic Garden, Brooklyn Museum och Brooklyn Conservatory of Music. Park Slope har 62 200 invånare (2002) vilket ger en befolkningstäthet på cirka 26 000 invånare/km².

## Historia

### Tidig historia
Området som idag är Park Slope beboddes först av indianstammen Lenape. På 1600-talet slog holländska kolonisatörer sig ner här och fattiga jordbrukare bröt ny mark under de följande 200 åren. Under amerikanska revolutionskriget blev Park Slope skådeplats för slaget vid Long Island, även kallat "Battle of Brooklyn", det första fältslaget som stod mellan den brittiska och amerikanska armén, den senare under George Washingtons ledning. 10 000 brittiska rödrockar och hessiska legoknektar stod mot de amerikanska styrkorna vid Battle Pass. Denna historiska plats finns bevarad i Prospect Park, och på Fifth Avenue finns en rekonstruktion av ett stenhus varifrån en eftertrupp täckte den amerikanska reträtten.

### Utvecklingen på 1800-talet

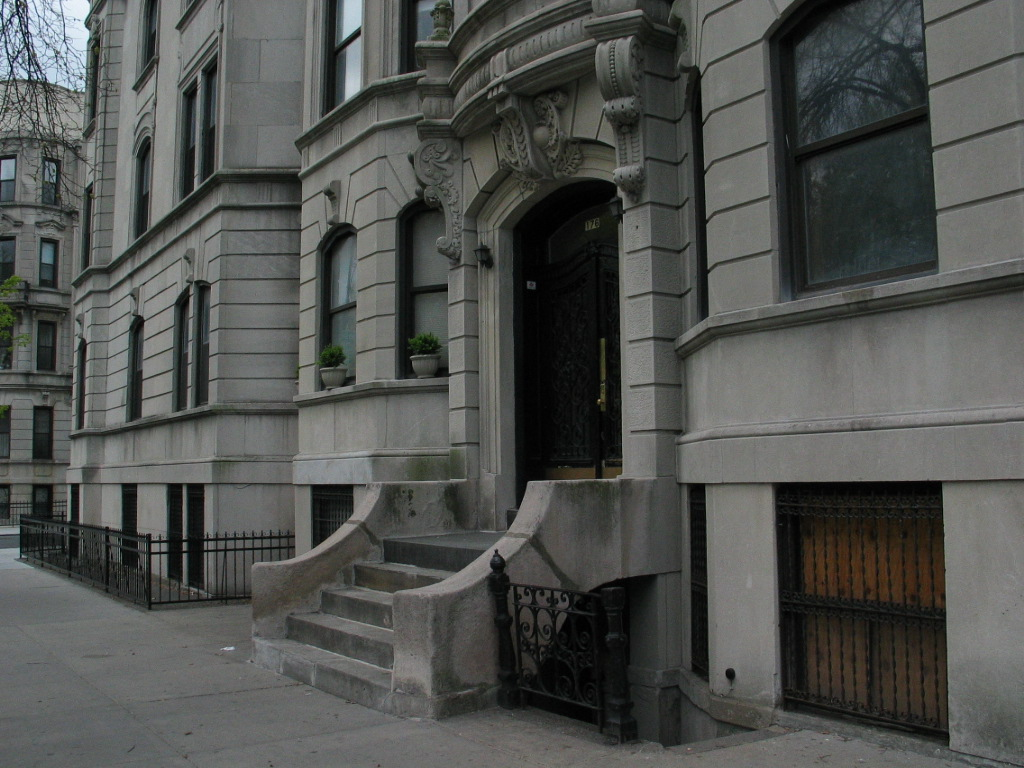
Byggnadsdetaljer på en byggnad i Park Slope.

1814 invigdes den färjelinje som knyter samman södra Brooklyn och Manhattan, ett vid den tiden blomstrande affärscentrum. På 1850-talet köpte advokaten och fastighetsutvecklaren Edwin Clarke Litchfield stora landområden jordbruksmark, som han under amerikanska inbördeskriget sedan sålde stora delar av till bostadsutvecklare. På 1860-talet köpte Brooklyns stad hans egendom och kringliggande mark för att kunna bygga West Drive och den södra delen av Long Meadow i Prospect Park.
Det som varit Park Slopes lantliga period upphörde kort därefter. Vid slutet av 1870-talet hade man hästdragna spårvagnar som löpte mellan färjan och Prospect Park, vilket attraherade många välbärgade New Yorkare. En utglesningsprocess inleddes, vilket dramatiskt förändrade stadsbilden till en "spårvagnsförort". Många av de stora victorianska husen på Prospect Park West uppfördes på 1880- och 1890-talen för att ta del av den vackra utsikten över parken. 1893 öppnades Brooklyn Bridge, vilket ytterligare bidrog till boomen i Park Slope-området. Nya hus uppförda i tegel och brownstone utvidgade områdets gränser. Folkräkningen 1890 visade att Park Slope var ett av de rikaste områdena i USA.

### 1900-talets gentrifiering
Under hela 1950-talet genomgick hela området en nedgång då många vita, välbärgade och medelklass valde att flytta till förorter och en utglesning av Park Slope inleddes. Nya människor tog de utflyttades plats, främst irländare och italienare under 1950- och 1960-talen, och därefter latinos och svarta på 1960- och 1970-talen. Narkotikahandel letade sig in i Slopes och skolorna försämrades gradvis.
I slutet av 1960-talet och början av 1970-talet började hippies och konstnärer flytta in och renovera upp husen. Många hus byggdes om från hus med enstaka rum till en- och tvåfamiljshus. Människor med intresse av att bevara Park Slopes historiska kvarter såg till att kulturmärka områdets intressanta radhus, brownstonehus och byggnader i Queen Anne-, nyrenässans- och romansk stil. Gentrifieringen tog fart efter att området i huvudsak ovanför sjunde avenyn kulturmärktes 1973. Området fick ett inflöde av yrkesarbetande par och homosexuella under hela 1970-talet. På 1980- och 1990-talen accelererade trenden, och invånare i arbetarklassen ersattes av övre medelklass som inte hade råd att bo kvar på Manhattan eller i Brooklyn Heights. Sedan mitten av 1990-talet har unga yrkesarbetande utan barn fortsatt att flytta till Park Slope, och gentrifieringen har spillt över till närliggande områden som Prospect Heights i norr och Windsor Terrace i sydost. Inflyttningen har gjort att Park Slope har blivit ett av Brooklyns mest välbärgade och området har återigen blivit ett högstatusområde.